# Acosmeryx acteus
Acosmeryx acteus är en fjärilsart som beskrevs av Arnold Pagenstecher 1898. Acosmeryx acteus ingår i släktet Acosmeryx och familjen svärmare. Inga underarter finns listade i Catalogue of Life.